# دیواره بین‌عضلانی خلفی ساق
دیواره یا سپتوم بین‌عضلانی خلفی ساق یا سپتوم بین‌ماهیچه‌ای خلفی یک نوار فاسیایی است که کمپارتمان جانبی ساق را را از کمپارتمان خلفی ساق جدا می‌کند.
از سطح عمقی فاسیای عمقی ساق، در سمت جانبی ساق، دو سپتوم بین عضلانی قوی به نام‌های پرونئال قدامی و خلفی ایجاد می‌گردد که پرونئوس لانگوس و برویس را در بر می‌گیرد و آنها را از ماهیچه‌های قدامی و خلفی موجود در کمپارتمان‌های لترال و خلفی جدا می‌کند. از همین فاسیای عمقی چندین استطاله نازک‌تر نیز جدا می‌شود که غضلات منفرد موجود در هر کمپارتمان را نیز به صورت جداگانه دربر می‌گیرد.